# Daffi Cramer
Daffi Cramer, eigentlich Angelika Ramme (* ca. 1954 in Gladbeck) ist eine deutsche Schlagersängerin.

## Leben
Ihre größte Bekanntheit erlangte Cramer in den 1970er und 1980er Jahren in Deutschland. Ihre größten Hits waren Charly, lass dir einen Bart steh'n (1976) und Ein Mann mit Brille.
Am Stadttheater Gelsenkirchen erlernte sie klassischen Gesang und Ballett. Die ersten Plattenaufnahmen und Auftritte erfolgten allein, etwa ab 1980 nur noch mit Henry Valentino. Sie betätigte sich auch als Kunstpfeiferin.
Sie sang den weiblichen Part in Henry Valentinos Hit Im Wagen vor mir in der 1991 aufgenommenen Version. In der Originalaufnahme von 1977 war die Partnerin von Henry Valentino Ursula Peysang.

## Diskografie (Auswahl)
- Locomotion / Party-Boy 1972
- Heute vor einem Jahr / Sugar Boy 1973
- Fische wollen schwimmen / Peter, dein Zug geht morgen früh 1974
- Einmal wird einer kommen / Nur mit dir 1975
- Fang dir den Regenbogen ein / Pack die Koffer ein 1975
- Charly, lass dir einen Bart steh'n / Die Strasse der Träume 1976
- Ein Mann mit Brille / Ein schöner Tag mit einem jungen Mann 1976
- Angelo / Sorrento 1977
- Peter ist der Größte / Pack die Koffer ein 1977
- Du bist eine Sünde wert / Morgens um vier 1978
- Ich steh' im Halteverbot / Was wir aus Liebe tun 1980
- Henry Valentino & Daffi